# Caius Cassius Longinus Varus
Caius Cassius Longinus Varus (? – Minturnae, Kr. e. 43) római politikus, az előkelő, plebeius származású Cassia gens tagja. Rokoni kapcsolatai nem tisztázottak.
Kr. e. 73-ban consul volt Marcus Terentius Varro Lucullusszal, amikor is a nép lecsendesítése érdekében törvényt (lex Terentia Cassia) hozott kollégájával együtt arról, hogy gabonát vásároljanak állami pénzen, és azt olcsón eladják a római lakosságnak. A következő évben, Kr. e. 72-ben Gallia Cisalpina proconsuli rangú helytartója lett. Spartacus súlyos vereséget mért rá Mutina (a modern Modena) közelében, azonban az ütközetet – ellentétben Orosius állításával – túlélte.
Kr. e. 66-ban támogatta Manilius törvényét, amely Pompeiusra ruházta a mithridatészi háború vezetését.
Varus Kr. e. 43-ban, a proscriptiók idején lelte halálát.